# Station Staphorst
Station Staphorst was een spoorwegstation in Staphorst aan de spoorlijn Arnhem - Leeuwarden tussen Zwolle en Meppel.
Het station werd op 1 oktober 1867 geopend, en werd op 15 mei 1935 gesloten. Het was van het type SS 5e klasse en had een hoog middendeel met puntgevel, met aan weerszijden een korte even hoge vleugel die aan de straatzijde iets, en aan de perronzijde sterk terugsprong. De architect van het stationsgebouw was Karel van Brederode. In 1970 is het gebouw gesloopt.
Er zijn in de jaren daarna verschillende plannen gemaakt om opnieuw een station Staphorst te openen. De gemeente Staphorst heeft hierop aangedrongen en de provincie Overijssel steunde de plannen. NS heeft echter gesteld dat er te weinig reizigers gebruik van zouden maken en daarom de plannen niet te steunen. Hoewel het inwonertal van Staphorst en dat van het aangrenzende Rouveen op zichzelf een spoorweghalte zouden rechtvaardigen, zorgt de verspreide lintbebouwing volgens de vervoerder voor onvoldoende reizigerspotentieel. Toch is in oktober 2009 besloten een planstudie uit te voeren naar een station in Staphorst. Twee mogelijke locaties werden onderzocht: een station op de plek van het voormalige station en een station bij industrieterrein Staphorst 'De Baarge'.
Na een planstudie in 2017 werd niet a priori afgezien van mogelijke heropening, maar gesteld werd dat deze pas mogelijk zou zijn als na 2024 op het traject Zwolle - Meppel een kwartierdienst met Sprinters kan worden uitgevoerd. Een besluit hierover zou in 2018 of 2019 moeten vallen.